# بهروز قدیمی
بهروز قدیمی (۱۰ آذر ۱۳۵۸ – ۳۰ اردیبهشت ۱۴۰۳) مهندس کادر فنی پرواز و نیروی هوایی ارتش ایران بود که در سانحه سقوط بالگرد ورزقان کشته شد.

## زندگی
بهروز قدیمی، ۱۰ آذر ۱۳۵۸ در روستای درسجین، زنجان متولد شد. او ۲۵ شهریور ۱۳۷۴ با تخصص الکترومکانیک، وارد نیروی هوایی ارتش شد. در پایگاه‌های شکاری همدان، چابهار، مهرآباد و آشیانه جمهوری اسلامی ایران خدمت کرده و دارای ۷۲۰ ساعت پرواز بود.
بهروز قدیمی، سرگرد نیروی هوایی ارتش بود که به عنوان سرگرد فنی بالگرد، در پرواز بالگرد حامل رئیس‌جمهور حضور داشت.. پس از این سانحه، مهرداد و صبا بختیاری، عمه و عموی پویا بختیاری جان‌باخته آبان ۹۸، در مطالبی که در صفحات اجتماعی خود منتشر کرده بودند از این خبر دادند که آقای قدیمی پسر عمه آن‌هاست. 

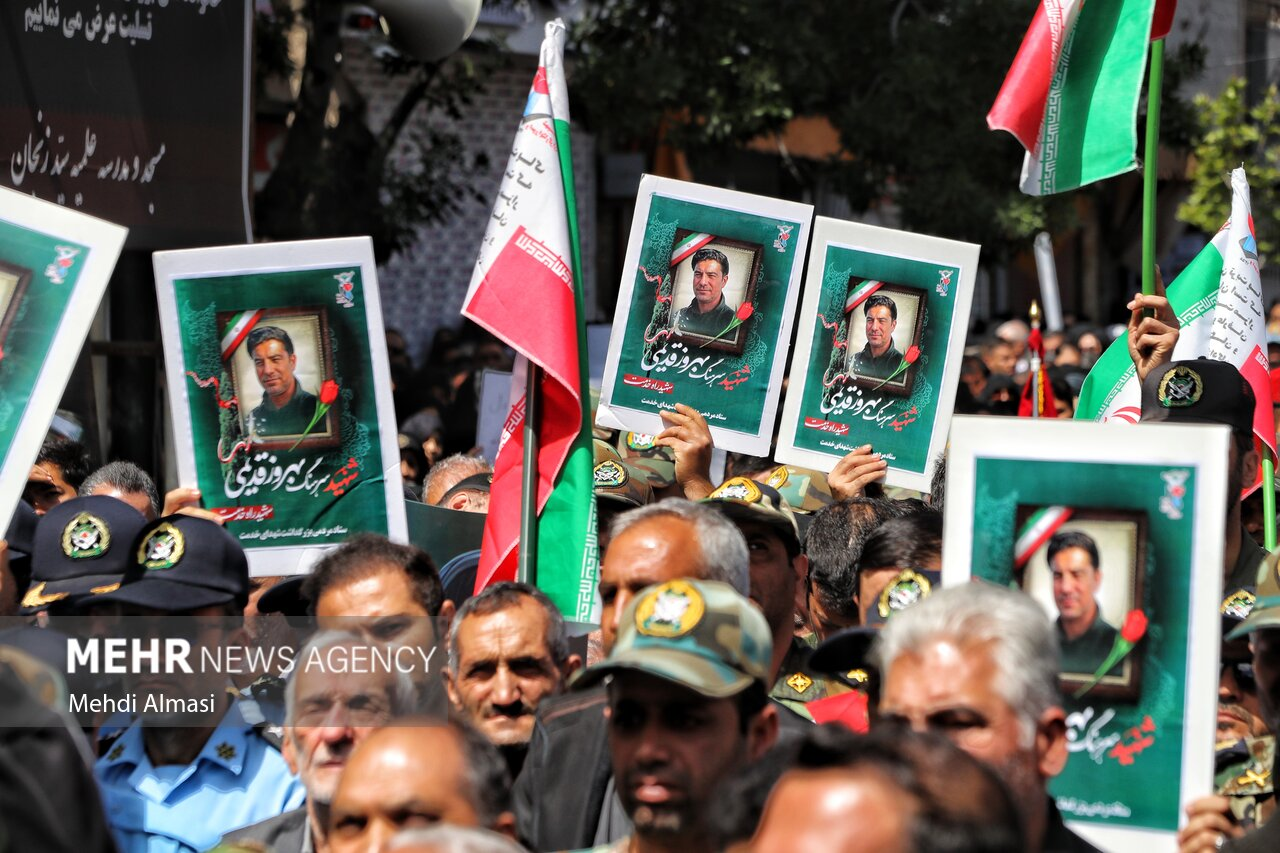
تشییع

## نحوه درگذشت
در ۳۰ اردیبهشت ۱۴۰۳، بالگرد حامل وی همراه با سیدابراهیم رئیسی رئیس‌جمهور ایران، حسین امیرعبداللهیان وزیر امور خارجه، مالک رحمتی استاندار آذربایجان شرقی، سید طاهر مصطفوی نظامی و چند تن دیگر در منطقه حفاظت‌شده دیزمار محدوده عمومی میان ورزقان و جلفا در استان آذربایجان شرقی دچار سانحه شده و همه سرنشینان آن کشته شدند.

### تشییع و مدفن وی
جنازه او، ۳ خرداد ۱۴۰۳ برای اقامه نماز به سبزه میدان مقابل مسجد جامع شهر زنجان منتقل و پس از اقامه نماز و تشییع در مسیر سبزه میدان تا امامزاده ابراهیم، رهسپار شهر ابهر شد.مدفن وی در شهرابهر قرار دارد.